# Široký Důl
Široký Důl település Csehországban, a Svitavyi járásban. Široký Důl Oldřiš, Lubná, Polička és Kamenec u Poličky településekkel határos. Lakosainak száma 400 fő (2024. január 1.).

## Népesség
A település lakosságának változását az alábbi diagram mutatja:
| Lakosok száma | 654  | 585  | 570  | 373  | 342  | 373  | 410  | 415  | 398  | 400  |
|               | 1869 | 1900 | 1921 | 1961 | 1980 | 2011 | 2016 | 2019 | 2021 | 2024 |